# Jerry Cantrell

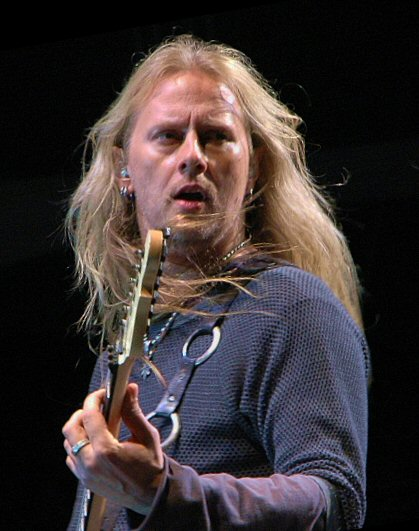
Jerry Cantrell

Jerry Fulton Cantrell Jr. (Tacoma, Washington, 18 maart 1966) is de gitarist, zanger en songwriter van de grungeband Alice in Chains.
Door de voortdurende drugsproblemen van zanger Layne Staley was de status van Alice In Chains gedurende een langere periode onduidelijk. Daarop begon Cantrell een solocarrière en bracht in 1998 het album Boggy Depot (Columbia) uit. Hierop speelde hij samen met de drummer van Alice In Chains, Sean Kinney en bassist Les Claypool van de band Primus. In 2002 bracht hij zijn tweede album Degradation Trip (Roadrunner) met Mike Bordin op de drums en Robert Trujillo (Ozzy Osbourne, Metallica) als bassist. In november 2002 werd het album opnieuw uitgebracht als dubbelalbum, met elf nieuwe nummers en opgedragen aan de inmiddels aan een overdosis drugs overleden Staley. She Was My Girl van het album Degradation Trip maakte deel uit van de soundtrack voor de film Spider-Man uit 2002.
Cantrell speelde mee in de film Singles, samen met de rest van Alice In Chains, waar hij de nummer It Ain't Like That en Would? ten gehore bracht. Ook in de film Jerry Maguire had hij een rol.
In 2005 kwamen de drie overgebleven leden van Alice In Chains weer bij elkaar voor een optreden om hulp te vergaren voor de slachtoffers van de tsunami-ramp in Azië eind 2004. De vocalen werden verzorgd door een aantal gastzangers, onder wie Maynard James Keenan van Tool en Ann Wilson van Heart. Intussen had Cantrell vriendschap gesloten met William DuVall, een zanger/gitarist uit Atlanta. Met DuVall als vocalist werd een kleine reünietoer door de VS en Europa gedaan en sindsdien DuVall is de vaste zanger van Alice In Chains. In 2009 bracht Alice In Chains een nieuw album met de titel Black Gives Way to Blue uit.

## Discografie
- Boggy Depot - (april 1998)
- Degradation Trip - (juni 2002)
- Degradation Trip Vol 1 & 2 - (november 2002)
- Brighten (oktober 2021)

- Biblioteca Nacional de España: XX876044
- Bibliothèque nationale de France: cb14009432m (data)
- Gemeinsame Normdatei: 135085918
- International Standard Name Identifier: 0000 0001 1476 160X
- Library of Congress Control Number: no96035975
- MusicBrainz: 960eb93f-e73c-4df8-864d-08a06c2dcc11
- Nationale Bibliotheek van Tsjechië: js20040126015
- Nationale Bibliotheek van Israël: 987007420506205171
- Nederlandse Thesaurus van Auteursnamen: 186874901
- Système universitaire de documentation: 158431472
- Virtual International Authority File: 84231495
- WorldCat: E39PBJyt4qfr83kKtwfTBBGrbd